# 西宮市警察
西宮市警察（にしのみやしけいさつ）は、かつて存在した兵庫県西宮市の自治体警察。

## 概要
旧警察法施行で、従来の兵庫県警察部が解体され、1948年（昭和23年）2月1日に西宮市警察本部が西宮警察署内に設置された。それから2年後の1951年（昭和26年）に、西宮市警察局と改称した。翌年の1952年（昭和27年）に鳴尾警察署が阪神甲子園球場近くに移転し、甲子園警察署と改称した。
その後、1954年（昭和29年）に、旧警察法が全面改正される形で新警察法が公布された。これにより国家地方警察と自治体警察が廃止され、新たに都道府県警察として兵庫県警察本部が発足。西宮市警察も兵庫県警察に統合され、姿を消した。

## 組織
1951年（昭和26年）時点
- 警務部
- 警ら部
- 刑事部

## 警察署
1953年（昭和28年）時点
- 西宮警察署
- 甲子園警察署